# 愛我的我愛的王傑
《愛我的我愛的王傑》為臺灣歌手王傑的第三十四張個人專輯，也是第二十三張國語專輯，於2003年2月由英皇娛樂與艾迴音樂發行。

## 專輯簡介
由王傑、李士先製作，專輯為雙CD，各收錄10首歌，『愛我的』是指歌迷們所喜歡王傑的那些成名代表作，『我愛的』則是王傑自己所喜歡的好歌與最新的歌曲，這張專輯王傑改用低沉嗓音，重新詮釋自己過去的經典歌曲及他人的代表作，市場反應相當不錯，台灣首批三萬張在一星期內全部售罄，首週發行即登上銷售榜第二名，一個月內突破五萬張、主打歌「我比他好」亦高踞歌曲榜亞軍，上我猜我猜我猜猜猜電視通告宣傳更創下2003年最高收視，後續在台灣舉辦的「王傑經典慈善演唱會」也相當成功，不過原訂於香港的演唱會則因SARS疫情而取消；4月在新加坡推出專輯後，雖未赴當地宣傳，但卻創下連續五星期拿下銷量榜冠軍的佳績。
這張專輯依舊是採用拍攝音樂特輯做為宣傳，於無線電視撥出兩星期的《王傑 我愛的 你愛的小角色》音樂連續劇（自2003年3月24日播出），同門師弟、師妹謝霆鋒、陳奕迅、容祖兒、鍾欣桐、陳冠希均有參與演出，所有的音樂錄影帶也全採用音樂特輯中的畫面剪輯完成。

## 曲目
- Disc1（前3首為新歌）

| 曲序 | 曲名             | 曲       | 詞          | 編曲   | 附註 |
| 01   | 我比他好         | 鄧智彰   | 瑞業        | 戴維雄 | 马来西亚音乐人的创作 |
| 02   | 在你背後         | 蘇俊元   | 蘇俊元      | 張翰群 | 三立都會台《清宮秘史大玉兒》片頭曲 |
| 03   | 幸福             | 歐陽業俊 | 王傑 郭小宏 | 嚴子貿 | |
| 04   | 最後的溫柔       | 陳小霞   | 李子恆      | 吳青蓉 | 原唱：姜育恆，收錄於專輯《什麼時候》，1984年發行 |
| 05   | 沒有煙抽的日子   | 張雨生   | 王丹        | 嚴子貿 | 原唱：張雨生，收錄於專輯《想念我》，1989年發行 |
| 06   | 大約在冬季       | 齊秦     | 齊秦        | 呂聖斐 | 原唱：齊秦，收錄於專輯《冬雨》，1987年發行 |
| 07   | 海海人生（臺語） | 張國榮   | 娃娃        | 蔡朝華 | 原唱：陳盈潔 原曲：《沉默是金》（粵），有張國榮、許冠傑各自獨唱的版本及合唱版， 收錄於張國榮的《Hot Summer》專輯及許冠傑的《Sam & Friends》專輯，1988年發行 |
| 08   | 原來的我         | 飛鳥涼   | 呂承明      | 呂聖斐 | 原唱：齊秦，收錄於專輯《狼》，1985年發行 原曲：《この恋おいらのからまわり》（日），由 恰克與飛鳥 主唱                                                       |
| 09   | 跟往事乾杯       | 長渕剛   | 陳桂珠      | 吳菁蓉 | 原唱：姜育恆，收錄於專輯《跟往事乾杯》，1988年發行 原曲：《乾杯》（日），由 長淵剛 主唱，1980年發行                                                         |
| 10   | 你把我灌醉       | 黃大煒   | 姚若龍      | 呂聖斐 | 原唱：黃大煒，收錄於專輯《手下留情》，1994年發行 |

- Disc2（10首歌均為重新編曲演唱）

| 曲序 | 曲名               | 曲              | 詞     | 編曲        | 附註                                             |
| 01   | 一場遊戲一場夢     | 王文清          | 王文清 | 嚴子貿      | 原曲收錄於專輯《一場遊戲一場夢》，1987年發行     |
| 02   | 忘了你忘了我       | 王文清          | 王文清 | 洪晟文      | 原曲收錄於專輯《忘了你忘了我》，1988年發行       |
| 03   | 是否我真的一無所有 | 陳志遠          | 陳樂融 | 張翰群      | 原曲收錄於專輯《是否我真的一無所有》，1989年發行 |
| 04   | 讓我永遠愛你       | 王文清          | 王文清 | 張翰群      | 原曲收錄於專輯《忘了你忘了我》，1988年發行       |
| 05   | 她的背影           | 王傑            | 王傑   | 洪晟文      | 原曲收錄於專輯《是否我真的一無所有》，1989年發行 |
| 06   | 惦記這一些         | 王文清          | 王文清 | 董運昌      | 原曲收錄於專輯《一場遊戲一場夢》，1987年發行     |
| 07   | 故事的角色         | 王文清          | 王文清 | 張翰群      | 原曲收錄於專輯《一場遊戲一場夢》，1987年發行     |
| 08   | 永遠相信愛情       | Iskandar Ismail | 陳樂融 | 戴維雄      | 原曲收錄於專輯《為了愛夢一生》，1991年發行       |
| 09   | 安妮               | 王傑            | 陳樂融 | 王傑 李士先 | 原曲收錄於專輯《一場遊戲一場夢》，1987年發行     |
| 10   | 為了愛 夢一生      | 許冠傑          | 陳樂融 | 洪晟文      | 原曲收錄於專輯《為了愛夢一生》，1991年發行       |

## 唱片版本
- 錄音帶版
- CD版

## 專輯文案
沒有人懂得王傑 
他也不需要被懂得
一直以來，我們就在他的音樂中
看到了孤獨與愛、痛苦與真實 
而人生和音樂都一樣 
寂寞並歡樂著。
這裡的20首歌 聽了就知道 
這些年的王傑 都在音樂裡面了 

## 獎項
- 2003年勁歌金曲第一季季選

- 「最受歡迎國語歌曲獎」：【在你背後】 （页面存档备份，存于）

- 2003年廣州電視台勁歌王季選

- 「十大金曲獎」：【在你背後】

- 2003年廣州電視台勁歌王季選

- 「最佳國語歌曲獎」：【在你背後】

- 2003年TVB8頻道金曲榜

- 「極品推介歌曲獎」：【我比他好】

- 2003年第一屆勁歌王全球華人樂壇音樂盛典

- 「國語金曲獎」：【我比他好】

## 音樂錄影帶
些许MV都是由TVB联合拍摄。
- 我比他好 （页面存档备份，存于）
- 在你背後 （页面存档备份，存于）
- 沒有菸抽的日子 （页面存档备份，存于）
- 大約在冬季 （页面存档备份，存于）
- 原來的我 （页面存档备份，存于）
- 跟往事乾杯 （页面存档备份，存于）
- 你把我灌醉 （页面存档备份，存于）
- 一場遊戲一場夢（2003版）
- 忘了你忘了我（2003版）
- 讓我永遠愛你（2003版）
- 是否我真的一無所有（2003版） （页面存档备份，存于）
- 惦記這一些（2003版） （页面存档备份，存于）
- 故事的角色（2003版） （页面存档备份，存于）
- 安妮（2003版） （页面存档备份，存于）